# Охотник за фотографиями
«Охотник за фотографиями» (англ. Picture Snatcher) — американский криминальный фильм режиссёра Ллойда Бэкона, который вышел на экраны в 1933 году.
Фильм рассказывает о бывшем гангстере (Джеймс Кэгни), который, выйдя из тюрьмы, решает порвать с преступным миром ради воплощения своей мечты стать газетным фотографом.
Критика высоко оценила стремительный темп картины и энергичную игру Кэгни в главной роли, при этом обратив внимание на несовершенство сценария и недостатки режиссёрской работы.
Этот фильм стал первым среди девяти фильмов, которые Джеймс Кэгни и Ллойд Бэкон сделали вместе в период 1933-39 годов.

## Сюжет
Гангстер Дэнни Кин (Джеймс Кэгни) после трёхлетнего заключения выходит из тюрьмы Синг-Синг, тепло прощаясь с надзирателями. У тюремных ворот его встречают члены его банды, отвозя в богато обставленные апартаменты, где он принимает ванну, переодевается в дорогой костюм и забирает свою долю, накопившуюся за то время, пока находился в тюрьме. Затем Дэнни объявляет своим подручным, что больше не хочет «сидеть за чужие ошибки» и выходит из банды, передавая руководство Джерри «Магу» (Ральф Хэрольд), хотя и подозревает, что тот вёл против него нечестную игру. Дэнни приезжает в редакцию нью-йоркской газеты «График Ньюз», которая известна своими низкопробными скандальными материалами, обращаясь к редактору городских новостей Элу Маклину (Ральф Беллами), который в своё время приглашал его в свою газету. Теперь Эл опасается брать на работу бывшего гангстера, однако Дэнни умоляет дать ему шанс проявить себя, так как убеждён в том, что сможет быть отличным газетным фотографом. В этот момент издатель газеты Гровер (Роберт Бэррат) вызывает Эла с требованием немедленно достать фотографию пожарного Хенесси (Дж. Пэт Коллинс), который попал в сводки новостей после того, как устроил пожар в собственной квартире, застав там жену в постели с любовником. Дэнни удаётся уговорить редактора направить его на место происшествия, где Хенесси забаррикадировался в квартире с ружьём в руках, не подпуская к себе журналистов. Дэнни проникает в квартиру с заднего входа, и, представившись сотрудником страховой компании, прибывшим оценить ущерб от пожара, усыпляет внимание Хеннесси, после чего незаметно снимает со стены и выносит свадебную фотографию пожарного вместе с женой. Заметив у Дэнни фотографию Хенесси, репортёры других изданий, которые бессмысленно топчутся у дверей, бросаются за ним в погоню, однако Дэнни успевает скрыться на ожидавшем его такси. «График Ньюз» выходит с эксклюзивной фотографией на первой странице и заголовком «Любовь пожарного сгорает дотла», после чего издатель нанимает Дэнни на постоянную работу в качестве фотокорреспондента с окладом в 20 долларов. Между Элом и Дэнни устанавливаются дружеские отношения, и вскоре, когда разъярённый Хенесси появляется в редакции, Эл берёт на себя разговор с ним, пряча Дэнни в женском туалете, где тот знакомится с редактором отдела женских писем Эллисон (Элис Уайт), которая сразу же начинает с ним заигрывать. Вечером, когда Дэнни играет с Эллисон в пинг-понг, к девушке неожиданно приезжает пьяный Эл, который, как выясняется, давно за ней ухаживает, однако Эллисон не хочет выходить за него замуж, считая слишком бедным. Дэнни незаметно скрывается по пожарной лестнице, не желая мешать романтическим отношениям друга. Вскоре с ознакомительным визитом в «График Ньюз» приводят группу студенток, которым на примере газеты рассказывают о приёмах грязной журналистики. Дэнни вызывается показать студенткам редакцию, и во время осмотра типографии приглашает одну из студенток, Пэт Нолан (Патриция Эллис), на свидание. Весь вечер они проводят вместе, расставаясь на пороге её дома в 3 часа ночи, явно испытывая друг другу взаимную симпатию. В этот момент домой возвращается отец Пэт, лейтенант полиции Кейси Нолан (Роберт Эмметт О’Коннор), который, как выясняется участвовал в поимке Дэнни, и шесть раз стрелял в него. Считая Дэнни законченным преступником, Кейси запрещает дочери встречаться с ним, а самого Дэнни выгоняет из дома, стреляя ему вслед. Когда Кейси в поисках Дэнни приходит в редакцию «График Ньюз», Эл предлагает ему организовать о нём позитивный материал в одной из влиятельных газет, что позволит Кейси претендовать на повышение. Довольный разговором с Элом, Кейси соглашается помириться с Дэнни, который, по словам Эла, порвал с преступностью и теперь работает фотографом. Кейси пожимает Дэнни руку в знак примирения. Вскоре Кейси назначают капитаном, и он тепло принимает Дэнни у себя дома. Оставшись наедине, Пэт и Дэнни обнимают и целуют друг друга.
Вскоре становится известно о предстоящей казни преступницы в тюрьме Синг-Синг, на которую приглашаются журналисты наиболее авторитетных изданий, однако «График Ньюз» по причине своего бульварного имиджа приглашения не получает. Редактор, который жаждет получить фотографию казни, обещает за неё 1000 долларов, и Дэнни обещает достать её. Он направляется в журналистский бар, где крадёт приглашение на казнь у напившегося журналиста другого издания. Одновременно в баре Дэнни встречает членов своей бывшей банды, которые жалуются ему, что дела идут плохо и просят его вернуться, однако Дэнни категорически отказывается. В тюрьме Синг-Синг надзиратели пропускают журналистов строго по именным приглашениям, и потому Дэнни не удаётся пройти внутрь. Однако Кейси, который руководит полицейскими силами, уговаривает тюремное руководство пропустить Дэнни под его личную ответственность. Во время казни Дэнни незаметно задирает штанину и делает несколько кадров с помощью камеры, прикреплённой к его лодыжке. После казни журналисты замечают у Дэнни камеру, сообщая об этом полицейским. Так как съёмки строго запрещены, журналисты и полицейские бросаются за Дэнни в погоню, однако тому удаётся скрыться и незаметно проникнуть в свою редакцию. На следующее утро «График Ньюз» выходит с фотографией женщины на электрическом стуле и с историей о том, как Дэнни удалось её раздобыть, которую с его слов написала Эллисон. Тираж номера вырастает в два раза, после чего Дэнни получает от Гровера премию в 500 долларов и повышение зарплаты до 100 долларов неделю. Так как на Дэнни ведётся настоящая охота, редактор временно селит его в квартиру Эллисон, которая должна уехать в командировку. Дэнни звонит Пэт, которая возмущена тем, что он выставил её отца на посмешище, и отказывается общаться с ним. Кейси сообщает дочери, что его скорее всего понизят в должности, а, может быть, даже уволят. Тем времени Эллисон неожиданно возвращается домой, начиная провоцировать Дэнни и открыто приставать к нему. Когда она заваливает Дэнни на диван, в квартиру неожиданно входит пьяный Эл. Он набрасывается на Дэнни с кулаками, однако, тот, отбросив его, уходит. Дэнни приходит к Пэт, которая, узнав о понижении отца, называет Дэнни бандитом, который ворует фотографии, и выгоняет его. Выходя, Дэнни рвёт брачный сертификат, после чего уходит в запой в дешёвом кабаке. Некоторое время спустя Эл, разобравшись в ситуации с Эллисон, начинает поиски Дэнни, которого никто не видел уже в течение двух недель. Обнаружив Дэнни, Эл сообщает ему, что бросил пить и уволился из «График Ньюз», после чего предлагает вместе поступить на работу в какое-либо престижное издание. В это время поступает сообщение о том, что Джерри Маг убил двух полицейских, после чего на него объявлена облава по всему городу. Дэнни решает найти Джерри, полагая, что для него это отличный шанс вернуться в дело и получить работу в любой газете. Дэнни находит свою бывшую подружку, которая дружит с девушкой Джерри Мага по имени Оливия. По совету Эла он делает вид, что возобновил с ней отношения, и приходит к ней в гости, выясняя, что Оливия находится в салоне красоты. Немедленно выезжая туда, Дэнни тайно следит за девушкой, пока та не заходит в подъезд дома, где скрывается Джерри со своей семьёй. Как выясняется, за Оливией следил также и полицейский в штатском, который немедленно вызывает к дому Джерри полицейское подкрепление. Тем временем Дэнни заходит в квартиру Джерри, делая вид, что хочет ему помочь. Незаметно сделав несколько фотографий Джерри, Дэнни собирается уйти, однако в этот момент здание окружает полиция, после чего сразу же начинается яростная перестрелка. Пока Джерри ведёт автоматный огонь, Дэнни укрывает его семью. Когда Джерри требует, чтобы Дэнни взял автомат и стрелял, между ними начинается потасовка. В этот момент полицейские убивают Джерри, и Дэнни успевает снять это на камеру. Когда полиция врывается в квартиру, Дэнни объясняет, что работал под прикрытием по указанию Кейси Нолана. После завершения операции Дэнни и Эл продают историю и фотографии в престижное издание «Дэйли Рекорд», где получают достойную работу, а Нолана снова повышают до ранга капитана. Дэнни отправляет Эллисон вместе с Элом на автомобиле, оставаясь с Пэт. Вскоре они видят, как пара врезается в фонарный столб и целуется.

## В ролях
- Джеймс Кэгни — Дэнни Кин
- Ральф Беллами — Дж. Р. «Эл» Маклин
- Патриция Эллис — Патриция «Пэт» Нолан
- Элис Уайт — Эллисон
- Ральф Хэрольд — Джерри «Маг»
- Роберт Эмметт О’Коннор — лейтенант/капитан Кейси Нолан
- Роберт Бэррат — Гровер
- Дж. Пэт Коллинс — пожарный Хенесси

## История создания фильма
По словам историка кино Джеффа Стаффорда, «главным источником вдохновения для этого фильма послужила шокирующая фотография казни» убийцы Рут Снайдер, которая состоялась 12 января 1928 года в тюрьме Синг-Синг. Согласно Variety и другим источникам, фотограф Том Говард тайно сфотографировал момент казни Снайдер на электрическом стуле, и, по словам Стаффорда, газета New York Daily News, «опубликовав фотографию на следующий день, сделала её бессмертной». Стаффорд далее отмечает, что «в главной сцене фильма Кэгни незаконно проносит в тюрьму свою камеру, спрятав её под штаниной на лодыжке, и делает кадр с уровня пола в момент включения тока. Показанная в фильме сцена является близкой имитацией реальной казни, тем не менее, в фильме нет упоминания ни о самой Рут Снайдер, ни о её деле».
Главную роль в картине сыграл Джеймс Кэгни, который к тому времени был звездой криминального жанра. Как отмечает Стаффорд, у Кэгни «была экранная репутация человека, который жёстко обращается с женщинами, и здесь это цветёт полным цветом». Получив пощёчину от Элис Уайт, он наносит ей в ответ двойной удар кулаком. Во время репетиции этой сцены Кэгни тщательно обучал актрису, как сделать ложный удар на камеру, но когда наступило время съёмки, Уайт случайно наклонилась вперёд и получила от него удар со всей силы. Как вспоминал Кэгни: «И бедная маленькая Элис оказалась на полу, рыдая на всю катушку. Мне было очень жаль, что я ударил по этому милому маленькому личику». Как далее пишет Стаффорд, вскоре «ситуация развернулась в обратную сторону, когда наступило время снимать драку между Кэгни и Беллами». В своей автобиографии Беллами описал это так: «Я должен был ударить его в челюсть. На репетиции я со всей силы махнул кулаком, едва не задев его, однако у Джима был боксёрский опыт. Он сказал мне: „Целься в мою челюсть вот сюда“, показав в левую сторону, и продолжил: „Не переживай. Я уйду от удара. Ты меня даже не заденешь!“. Но во время съёмок я прицелился в челюсть, попал по лицу сбоку и сломал ему зуб». Кэгни позднее написал: «Трудно найти более безутешного человека, чем Ральф Беллами был в тот день. Он всё повторял: „Я же говорил, что никогда никого не бил. Я никого в жизни не ударил. Я больше так не буду“. По словам Кэгни, „так оно и было“».
Фильм был снят в стремительном темпе всего за пятнадцать дней. В своей автобиографии «Кэгни о Кэгни», актёр отмечает, что «методы режиссёрской работы Бэкона были, мягко выражаясь, рациональными». При подготовке одной из сцен Кэгни пробежался по тексту со своим партнёром Ральфом Беллами, после чего услышал как Ллойд кричит: «Снято!». Я говорю: «Эй, я только репетировал!», на что он ответил: «А мне понравилось». По словам Кэгни, «это была крайняя степень эффективности — снимать чёртову репетицию!».
Как отметил историк кино Мик ЛаСалле, в фильме «есть много моментов, указывающих на то, что он был сделан до вступления в действие Кодекса Хейса». В частности, в одном из моментов Кэгни подталкивают к тому, чтобы переспать с женщиной ради получения нужной информации, и он, хотя и нехотя, но идёт на это. Как отмечено на сайте Американского института киноискусства, «современные обозреватели также обратили внимание на агрессивную сексуальность нескольких женских персонажей».
В 1942 году Warner Bros сделала ремейк этого фильма под названием «Побег от преступности», режиссёром которого был Д. Росс Ледерман, а главную роль сыграл Ричард Трэвис.

## Оценка фильма критикой
После выхода картины на экраны она получила в целом благожелательные отзывы, уделив основанное внимание игре Джеймса Кэгни. Так, кинообозреватель «Нью-Йорк Таймс» Мордант Холл с определённой долей юмора отметил: «Странные вещи происходят в этой картине, которой неизменный Джеймс Кэгни дарит своё энергичное присутствие. Этот исполнитель воинственных ролей оказывается здесь в своей стихии, и часто его действия кажутся настолько спонтанными, что выглядят так, как будто придуманы экспромтом. Среди неистовых и необузданных сцен в картине есть и погоня из Синг-Синга за Кином после того, как он сделал фотографию в камере смертников, и пожарный с оружием на коленях, который собирается убить репортёра, и сражение между полицией и гангстером в то время, когда Кин находится в комнате вместе с ним, и кража приглашения на казнь, и пьяный редактор городской газеты, который едет по тротуару и разбивает машину». Как указывает Холл, «помимо неутомимой и умной игры мужественного Кэгни сильную игру выдают также Роберт Эмметт О’Коннор, Патриция Эллис, Элис Уайт в роли игривой и не слишком сдержанной газетчицы, а также Ральф Беллами в роли пристрастившегося к крепкому алкоголю проницательного газетчика».
Как пишет Джефф Стаффорд, «этот живой фильм категории В со сборочного конвейера Warner Bros вряд ли изменит ваше мнение о таблоидных репортёрах, которые напористы, двуличны и готовы на всё, чтобы накопать грязи на первую полосу для своих любопытных читателей». Вместе с тем, «трудно не восхищаться находчивостью и нахальством звёздного репортёра Дэнни Кина в исполнении Кэгни». По словам Стаффорда, «фильм имеет головокружительный темп, который идеально соответствует теме, и обозначает первый опыт совместной работы Бэкона и Кэгни, которые сделают вместе ещё восемь картин». По словам Ла Салле, «фильм является портретом журналистики большого города начала XX века, когда в погоне за сенсацией между собой конкурировали полдюжины городских ежедневных газет». По мнению критика, Кэгни в этой картине — это «взрыв энергии и бесконечной изобретательности. Он один из самых приятных и выразительных актёров, когда-либо работавших на экране, и в то время он был на своём пике».
Историк кино Марк Демиг назвал фильм «восхитительно жёсткой картиной категории В, которую оживляет энергичная игра Джеймса Кэгни», далее написав, что этот «краткий, приятный и дерзкий фильм относится к тому типу мужественных картин, которые Warner Bros делала лучше всех в 1930-е годы». Наряду с Кэгни критик выделил также Ральфа Беллами, который «великолепен в роли пьющего редактора». Крейг Батлер посчитал, что это «не более, чем крутой фильм категории В, который хотя и далек от высокого искусства, тем не менее доставляет большое наслаждение». По его мнению, «это один из тех фильмов, которые полны недостатков, но в которых столько жизни и энергии, что большинство зрителей не обратят на эти недостатки внимания». Батлер указывает на то, что повествование в картине «выстроено коряво, сценаристы беспечно прыгают от одного события к другому», а «режиссёр Ллойд Бэкон кажется не обеспокоен выравниванием повествовательных ухабов или попытками добиться совершенства в кадре». И всё же, по словам Батлера, «это отсутствие интереса к совершенству, вероятно, определяет значительную часть привлекательности фильма», который прежде всего «заражает своей энергией». По мнению критика, фильм «был бы плачевным зрелищем, если бы не был благословлён неповторимым Кэгни, дерзкий, жёсткий и при этом симпатичный энтузиазм которого здесь использован наилучшим образом». Актёр «точно также же не озабочен эстетизмом картины, как и Бэкон», и при этом «великолепен», «иногда двигаясь настолько быстро, что кажется, будто бы он дважды попадает в один и тот же кадр».